# Acanthocinus elegans
Acanthocinus elegans (лат.) — жук из семейства усачей и подсемейства ламиин (Lamiinae). Азербайджан и Иран.

## Описание
Длина тела 7—12 мм. Усы в 1,5 раза превышают длину тела.
Самцы по размеру меньше самок, но их усы значительно превышают длину усов самок (половой диморфизм).

## Распространение
Редкий эндемичный вид, обитающий в Азербайджане и Северо-Западном Иране, был описан из Азербайджана Людвигом Гангльбауэром в 1884 году.

## Экология и местообитания
Развитие длится 1 год. Взрослые жуки появляются с мая по июнь. Полифаг, встречается на лиственных деревьях (Quercus, Carpinus).